# Shah Arman
La dynastie Shah Arman, Shah-i Arman ou Chah Armen (« roi d’Arménie » ; en turc : Ermenşah), Shah d'Ahlat (en turc : Ahlatşah) ou Sökmenli (pluriel turc : Sökmenliler, « (les) Sökmen ») est une dynastie beylicale de la première période des beylicats d'Anatolie.

## Histoire
Sökmen Ier

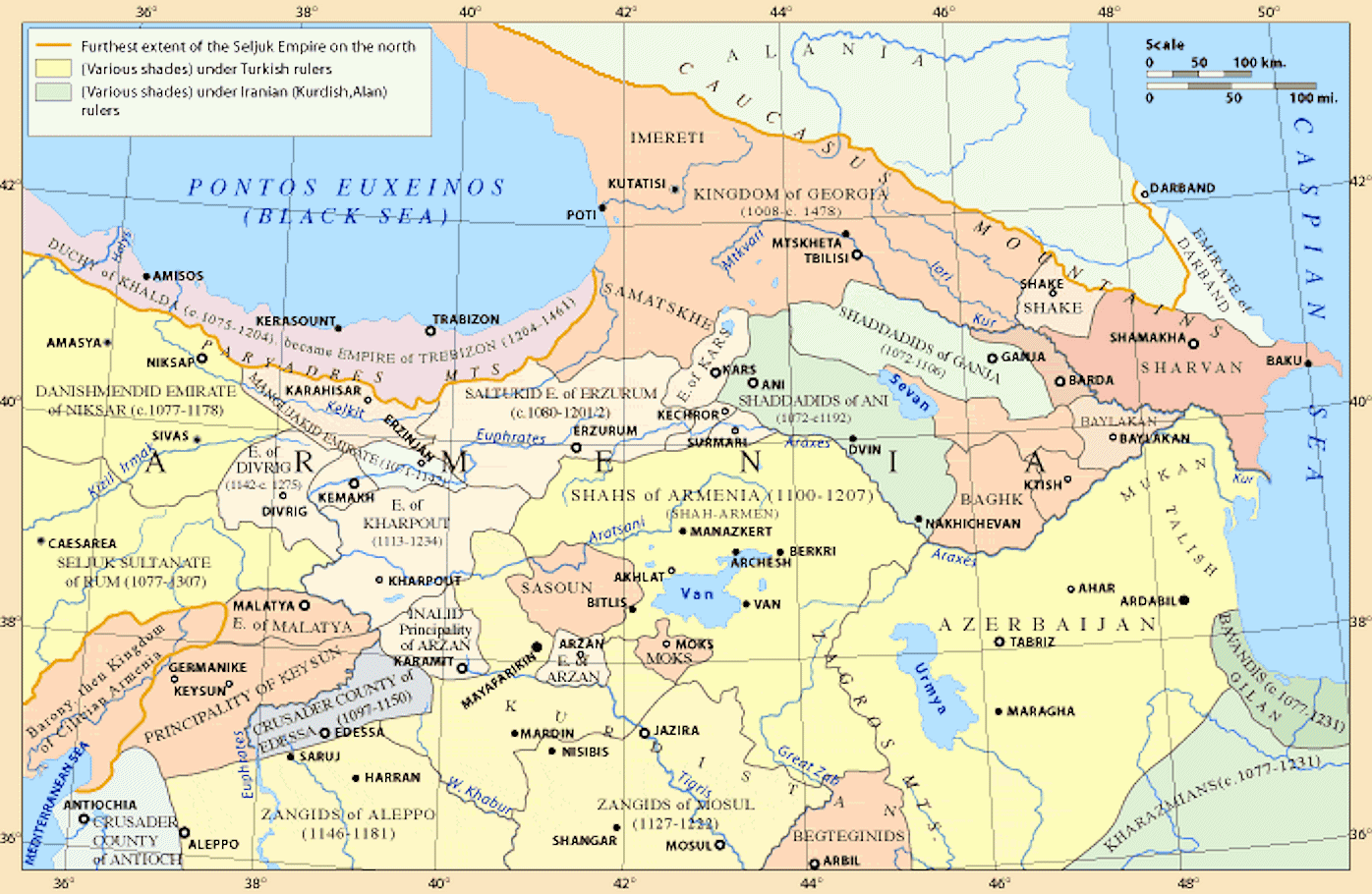
L'Arménie aux.

En 1080, Kutbeddin İsmail, le fils d’un oncle du sultan seldjoukide Malik Shah, exerce les fonctions de gouverneur de l’Azerbaïdjan.
Sökmen est un de ses officiers ghulams. De là vient son nom de Sökmen al-Qutbî. Sökmen, dont les qualités ont été remarquées, a bénéficié de promotions rapides.
La région du lac de Van est passée sous le contrôle des Seldjoukides après la bataille de Manzikert (1071). Sökmen s’est vu confier le fief de la région d’Ahlat par le sultan seldjoukide Muhammad Tapar, avec la mission de remplacer l’émir qui s’y est rendu coupable de mauvais traitements. Les troupes de Sökmen entrent dans Ahlat et prennent en main la ville.
En 1108, il étend son domaine en faisant la conquête de Mayyâfâriqîn (Silvan). Il meurt en 1112 au cours d’une campagne contre les croisés.
Ibrahim
Son fils Zahir al-Dîn Ibrahim lui succède. Pendant son règne, Mayyâfâriqîn est prise par les Artukides. Il meurt en 1127.
Ahmad (et Ya`qûb.)
À la mort d’Ibrahim, son fils Sökmen, né en 1121/1122, est encore en bas âge. Ahmad, son oncle, prend le pouvoir pendant dix mois, jusqu’à sa mort en 1228.
Sökmen II
Sökmen II n’a que sept ans à la mort de son oncle Ahmad. La principauté connaît des moments difficiles car elle est menacée par ses voisins. Le règne est assez long pour voir la principauté atteindre son apogée. L’Artukide de Mayyâfâriqîn, Qutb al-Dîn Ilghâzi II, décède en 1184. Husâm ad-Dîn Yülük Arslan lui succède, mais il est encore très jeune. Sökmen veut profiter de la situation et intervenir dans les affaires de la principauté de Mayyâfâriqîn.
Sökmen II meurt sans enfant en 1185.
Fin de la principauté
De 1185 à 1207, cinq ghulams vont se succéder. Mayyâfâriqîn a été prise aux Artukides par les Ayyoubides ; ces derniers n’ont pas renoncé à leur ambition de dominer les principautés turques d’Anatolie, ils vont profiter des rivalités entre les successeurs de Sökmen II pour s’imposer. `Izz al-Dîn Balabân, le dernier successeur des Sökmenli, demande le soutien de Tugrul Chah, émir d’Erzurum, fils du sultan seldjoukide de Roum Kılıç Arslan II, contre le gouverneur ayyoubide de Mayyâfâriqîn appelé Najm al-Dîn Ayyoubî (en turc : Necmeddin Eyyubi). Les deux alliés battent Najm al-Dîn Ayyoubî. Mais Tugrul Chah perd le contrôle du pays et pour cette raison assassine `Izz al-Dîn Balabân. La population et le gouverneur d’Ahlat ne le laissent pas prendre possession de la ville et appellent les Ayyoubides à l’aide. Ces derniers atteignent ainsi leur but qui est d’annexer la région (1207).

## La dynastie
| Dates     | Nom                                   | Fils de                               |                                       |
| --------- | ------------------------------------- | ------------------------------------- | ------------------------------------- |
| 1100-1112 | Sökmen al-Qutbî                       |                                       |                                       |
| 1112-1126 | Zahir al-Dîn Ibrahim                  | Sökmen                                |                                       |
| 1126-1128 | Ahmad                                 | Sökmen                                |                                       |
| 1126-1128 | Ya`qûb                                | Sökmen                                |                                       |
| 1128-1185 | Nasir al-Dîn Sökmen                   | Ibrahim                               | Meurt sans héritier.                  |
| 1185-1193 | Sayf al-Din Begtimur                  |                                       | Les beys suivants sont des ghulams.   |
| 1193-1197 | Badr al-Dîn Aq Sunqur                 |                                       |                                       |
| 1197      | Chujâ' al-Dîn Qutlug                  |                                       |                                       |
| 1197-1207 | Al-Malik al-Mansûr Muhammad           | Begtimur                              |                                       |
| 1207      | `Izz al-Dîn Balabân                   |                                       |                                       |
| 1207      | Occupation d'Ahlat par les Ayyoubides | Occupation d'Ahlat par les Ayyoubides | Occupation d'Ahlat par les Ayyoubides |